# ジョン・リンジー (第20代クロフォード伯爵)

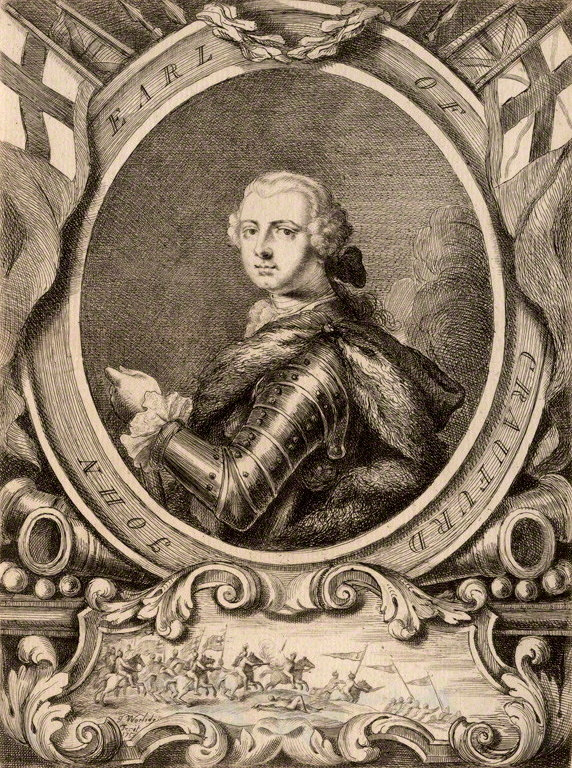
第20代クロフォード伯爵ジョン・リンジーの肖像

第20代クロフォード伯爵ジョン・リンジー（英: John Lindsay, 20th Earl of Crawford、1702年10月4日 - 1749年12月25日）は、イギリス・スコットランドの貴族、陸軍軍人、政治家。

## 経歴
1702年10月4日、スコットランド貴族第19代クロフォード伯爵ジョン・リンジーとその妻エミリア(第5代マリ伯爵アレグザンダー・ステュアートの孫娘)の間の長男として生まれる。
1714年1月4日に第20代クロフォード伯爵以下4つのスコットランド貴族爵位を継承した。
グラスゴー大学で学んだあと、フランスの陸軍士官学校へ留学した。
1732年から1749年にかけてはでスコットランド貴族の貴族代表議員として貴族院議員に列する。1732年に王立協会フェロー(FRS)となる。
1734年から1735年にかけてフリーメイソンのイングランド・首位グランドロッジのグランドマスターを務めた。
1735年にはクラウゼンの戦いにハプスブルク帝国側で参加。1739年から1740年にかけては第43ハイランド歩兵連隊(ブラックウォッチ・1741年に第42歩兵連隊へ改名)の連隊長を務め、グロカの戦いに参戦した。
1740年から1743年にかけては第2ホース・グレナディアガーズ中隊長、1743年から1746年にかけては第4ホースガーズ中隊長、1747年から1749年にかけては王立北イギリス竜騎兵連隊連隊長を務めた。1743年のデッティンゲンの戦い、1745年のジャコバイトの反乱鎮圧戦、同年のフォントノワの戦い、1746年のロクールの戦いに参加した。また1744年に准将、1745年に少将、1747年に中将に昇進した.
1749年12月25日にロンドンで死去した。子供はなく、爵位ははとこ甥にあたる分流の第4代ガーノック子爵ジョージ・リンジー＝クロフォードに継承された。

## 栄典

### 爵位
- 1714年1月4日、第20代クロフォード伯爵 (20th Earl of Crawford, 1398年創設スコットランド貴族爵位)
- 1714年1月4日、第4代リンジー伯爵 (4th Earl of Lindsay, 1633年創設スコットランド貴族爵位)
- 1714年1月4日、第13代バイアーズのリンジー卿 (13th Lord Lindsay of the Byres, 1444年創設スコットランド貴族爵位)
- 1714年1月4日、第4代パーブロース卿 (4th Lord Parbroath, 1633年創設スコットランド貴族爵位)[1]

## 家族
1747年に第2代アソル公爵ジェイムズ・マレーの娘ジェーンと結婚したが、子供はなかった。